# خوسيه كورونادو
خوسيه كورونادو هو ممثل إسباني ولد في 14 أغسطس 1957.